# 史蒂文·科波拉
史蒂文·科波拉（英語：Steven Coppola，1984年5月22日—），美国男子赛艇运动员。他曾代表美国参加2008年夏季奥林匹克运动会赛艇比赛，获得男子八人单桨有舵手铜牌。